# Mário Sabino Júnior
Mário Sabino Júnior (Bauru, 23 de setembro de 1972 – Bauru, 25 de outubro de 2019) foi um militar e judoca brasileiro.
Representou o Brasil nos Jogos Olímpicos de Sydney 2000 e Atenas 2004. 
Em 2003 obteve a medalha de ouro nos Jogos Pan-americanos de Santo Domingo e dividiu a medalha de bronze com Ihar Makarau no Campeonato Mundial em Osaka. O atleta era cabo da Polícia Militar do Estado de São Paulo.
Depois de se aposentar dos tatames, Sabino passou a atuar como assistente técnico da seleção feminina.
Morte
Sabino morreu em 25 de outubro de 2019 em sua cidade natal, baleado por um colega, sargento da corporação, que teria cometido suicídio em seguida, fato este sob investigação. Apurou-se que os dois tinham um desentendimento pessoal, cujo motivo seria a esposa do sargento.